# Temel Karamollaoğlu
Temel Karamollaoğlu (ur. 7 czerwca 1941 w Kahramanmaraş) – turecki polityk, inżynier i samorządowiec, deputowany, kandydat w wyborach prezydenckich, w latach 2016–2024 przewodniczący Partii Szczęścia.

## Życiorys
Był stypendystą holdingu Sümerbank, dzięki czemu w 1960 wyjechał na studia do Wielkiej Brytanii. Ukończył w 1964 studia z zakresu technologii włókienniczych w instytucie nauk i technologii UMIST w Manchesterze, a w 1967 uzyskał magisterium na tej samej uczelni. Pełnił kierownicze funkcje w organizacjach studentów tureckich w Wielkiej Brytanii. Po powrocie do Turcji pracował m.in. w Sümerbanku oraz w Państwowej Organizacji Planowania. Był też urzędnikiem ministerstwa przemysłu i technologii, w którym zajmował stanowiska dyrektora generalnego ds. wdrożeń oraz zastępcy podsekretarza stanu ds. upowszechniania przemysłu.
Zaangażował się w działalność polityczną w ramach Partii Ocalenia Narodowego Necmettina Erbakana. Z jej ramienia w 1977 uzyskał mandat deputowanego do Wielkiego Zgromadzenia Narodowego Turcji. Po zamachu wojskowym z września 1980 był aresztowany przez około 10 miesięcy. Zajmował się następnie konsultingiem, był też dyrektorem generalnym przedsiębiorstwa Bahariye Mensucat. W 1987 powrócił do aktywności politycznej, został członkiem zarządu głównego Partii Dobrobytu, której również przewodził Necmettin Erbakan. W latach 1989–1995 sprawował urząd burmistrza miasta Sivas. W 1995 po raz drugi dostał się do parlamentu. Jego partia została rozwiązana decyzją Trybunału Konstytucyjnego, Temel Karamollaoğlu dołączył do Partii Cnoty. Jako jej kandydat w 1999 ponownie uzyskał mandat poselski, który wykonywał do 2002.
Również kolejne z jego ugrupowań zdelegalizowano na mocy decyzji Trybunału Konstytucyjnego w 2001. Współtworzył następnie Partię Szczęścia, obejmując funkcję jej wiceprzewodniczącego. W 2016 zastąpił Mustafę Kamalaka na stanowisku przewodniczącego tej formacji; kierował nią do listopada 2024, gdy nowym liderem partii został Mahmut Arıkan. W czerwcu 2018 kandydował w wyborach prezydenckich, w pierwszej turze głosowania zajął 5. miejsce wśród 6 kandydatów z wynikiem 0,9% głosów.